# فريق عموم ألمانيا في الألعاب الأولمبية
فريق عموم ألمانيا (بالألمانية: Gesamtdeutsche Mannschaft)‏ الذي شارك في دورات 1956 و 1960 و 1964 في الألعاب الأولمبية الشتوية والصيفية كفريق موحد من الرياضيين من ألمانيا الغربية وألمانيا الشرقية. في عام 1956، ضم الفريق أيضًا رياضيين من هيئة أولمبية ثالثة هي لجنة سارلاند الأولمبية، التي كانت قد أرسلت فريقًا منفصلاً في عام 1952، وذلك لانه في عام 1956 كانت في طريقها للانضمام إلى اللجنة الأولمبية الوطنية الألمانية. اكتملت هذه العملية في فبراير 1957 بعد انضمام سارلاند إلى ألمانيا الغربية.

## التاريخ

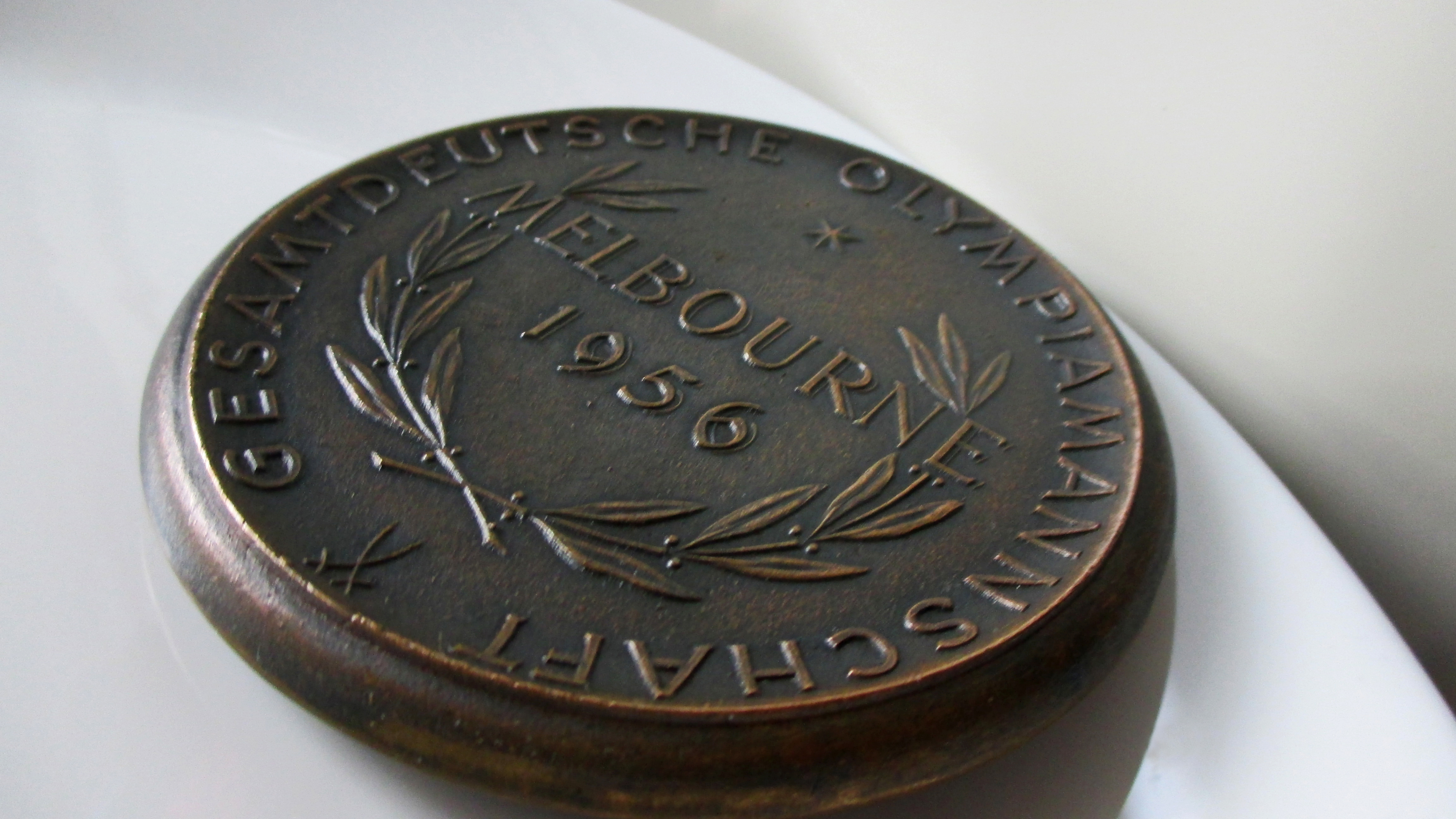
ميدالية الشرف - برونز مصبوب - جمهورية ألمانيا الديمقراطية - "Gesamtdeutsche Olympiamannschaft - ملبورن 1956" - تحرير الفريق الأولمبي لعموم ألمانيا

قدمت ألمانيا الشرقية نشيدها الوطني الخاص في عام 1949، تم عزف لحن بيتهوفن السمفوني رقم 9 لأغنية شيلر Ode an die Freude («نشيد الفرح») للفوز بالرياضيين الألمان كحل وسط. في عام 1959 قدمت ألمانيا الشرقية أيضًا علمًا ثلاثي الألوان باللون الأسود والأحمر والذهبي لألمانيا باعتباره علم ألمانيا الشرقية. وبالتالي، كان لابد من تقديم حل وسط لعلم فريق عموم ألمانيا. تم الاتفاق على تركيب العلم العادي بحلقات أولمبية بيضاء إضافية. تم استخدام هذا العلم من 1960 إلى 1968.[بحاجة لمصدر]

في ألعاب 1956 و 1960 و 1964، كان الفريق يُعرف ببساطة باسم «ألمانيا» وتم استخدام رمز البلد المعتاد لـ GER ، باستثناء إنسبروك في عام 1964 ، عندما استخدم المضيفون النمساويون اللغة الألمانية "D" لدويتشلاند. ومع ذلك، فإن رمز اللجنة الأولمبية الدولية EUA (من التسمية الرسمية للجنة الأولمبية الدولية الفرنسية (IOC) Équipe Unifiée d'Allemagne) يتم تطبيقه حاليًا بأثر رجعي في قاعدة بيانات ميداليات اللجنة الأولمبية الدولية، دون تقديم مزيد من التوضيح. فقط في عام 1976 بدأت اللجنة الأولمبية الدولية في تعيين رموز موحدة. قبل ذلك الوقت، اختارت اللجان المنظمة المحلية لكل دورة ألعاب أولمبية رموزًا، غالبًا باللغة المحلية، مما أدى إلى العديد من الرموز.
في دورة الألعاب الأولمبية الشتوية لعام 1968 ، تنافس الرياضيون من ألمانيا الشرقية والغربية كفرق منفصلة مع الاستمرار في استخدام العلم الأولمبي ونشيد بيتهوفن. الا ان الاسم والرمز اختلف، حيث في الفرنسية Allemagne (ألمانيا) و Allemagne de l'Est (ألمانيا الشرقية)، وفي الإسبانية Alemania و Alemania del Este . حيث كانت رموز ألمانيا (الغربية) هي ALL (في غرونوبل) و ALE (في مكسيكو سيتي)، و ADE لألمانيا الشرقية.
اكتمل الفصل في دورة الألعاب الأولمبية الشتوية لعام 1972 باستخدام أعلام وأناشيد منفصلة.اما الرموز فكانت على الشكل التالي FRG (ألمانيا الغربية) و GDR (ألمانيا الشرقية). بسبب مقاطعة الألعاب الصيفية 1980 و1984 ، فقط في 1972 و 1976 و 1988 تنافس فريقان ألمانيان مختلفان برموز مختلفة ضد بعضهما البعض في الألعاب الأولمبية الصيفية. لم تعد ألمانيا الشرقية موجودة في عام 1990، عندما انضمت ولاياتها الخمس، إلى جانب برلين، إلى ألمانيا الغربية في إعادة توحيد ألمانيا.

## الميداليات

### ميداليات الألعاب الصيفية
| الألعاب     | الرياضيين | الذهب | الفضة | البرونزية | مجموع | رتبة |
| 1956 ملبورن | 158       | 6     | 13    | 7         | 26    | 7    |
| 1960 روما   | 293       | 12    | 19    | 11        | 42    | 4    |
| 1964 طوكيو  | 337       | 10    | 22    | 18        | 50    | 4    |
| مجموع       | مجموع     | 28    | 54    | 36        | 118   |      |

### ميداليات الألعاب الشتوية
| الألعاب               | الرياضيين | الذهب | الفضة | البرونزية | مجموع | رتبة |
| 1956 كورتينا دامبيدزو | 63        | 1     | 0     | 1         | 2     | 9    |
| 1960 سكواو            | 74        | 4     | 3     | 1         | 8     | 2    |
| 1964 إنسبروك          | 96        | 3     | 3     | 3         | 9     | 6    |
| مجموع                 | مجموع     | 8     | 6     | 5         | 19    |      |

### Medals by summer sport
*   البلد المضيف (مضيف)
| المرتبة | فريق    | ذهبية | فضية | برونزية | المجموع |
| ------- | ------- | ----- | ---- | ------- | ------- |
| المجموع | المجموع | 0     | 0    | 0       | 0       |

### ميداليات الرياضات الشتوية
*   البلد المضيف (مضيف)
| المرتبة | فريق    | ذهبية | فضية | برونزية | المجموع |
| ------- | ------- | ----- | ---- | ------- | ------- |
| المجموع | المجموع | 0     | 0    | 0       | 0       |

## روابط خارجية
- "Olympic Results". International Olympic Committee. مؤرشف من الأصل في 2023-05-05.
- "United Team of Germany". Olympedia.com. مؤرشف من الأصل في 2023-02-03.
- "Olympic Analytics/EUA". olympanalyt.com. مؤرشف من الأصل في 2022-05-26.